# سیبیو
سیبیو (به رومانیایی: Sibiu) (به آلمانی: Hermannstadt) (به مجاری: Nagyszeben) یکی از شهرهای مهم منطقهٔ ترانسیلوانی در مرکز رومانی است. این شهر در کرانهٔ رود «سیبین» که از انشعابات رود «اولت» است، واقع شده و ۱۵۴٬۵۴۸ نفر جمعیت دارد.

## جغرافیا

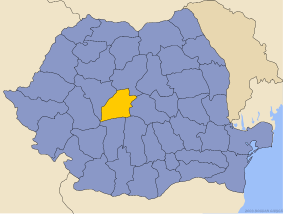

سیبیو مرکز شهرستان سیبیو بوده و در ۲۸۲ کیلومتری شمال غرب بخارست واقع شده‌است.
این شهر بین سال‌های ۱۹۶۲ تا ۱۷۹۱، پایتخت شاهزاده‌نشین ترانسیلوانیا بوده‌است.
سیبیو یکی از مهم‌ترین مراکز فرهنگی رومانی به‌شمار می‌رود.
این شهر در سال ۲۰۰۷ به همراه لوکزامبورگ، به‌عنوان پایتخت فرهنگی اروپا شناخته شد.
سیبیو پیش‌تر مرکز ساکسونهای ترانسیلوانیا بوده‌است.
این شهر در گذشته توسط فوربز به‌عنوان هشتمین مکان برای زندگی در اروپا برگزیده شد.

## نگارخانه

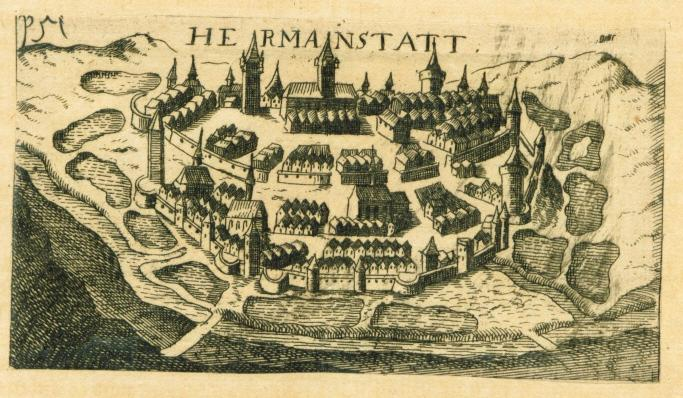
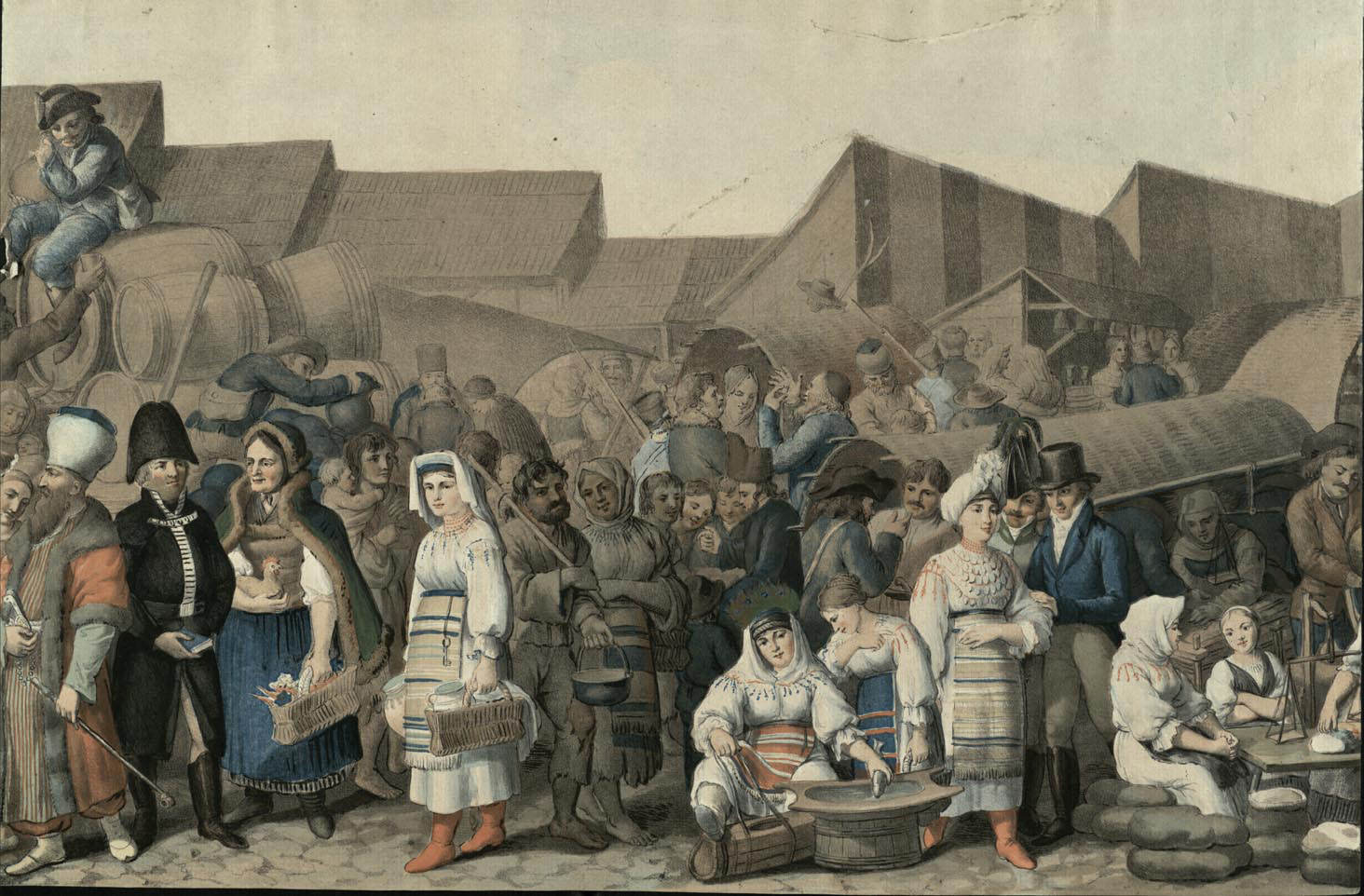
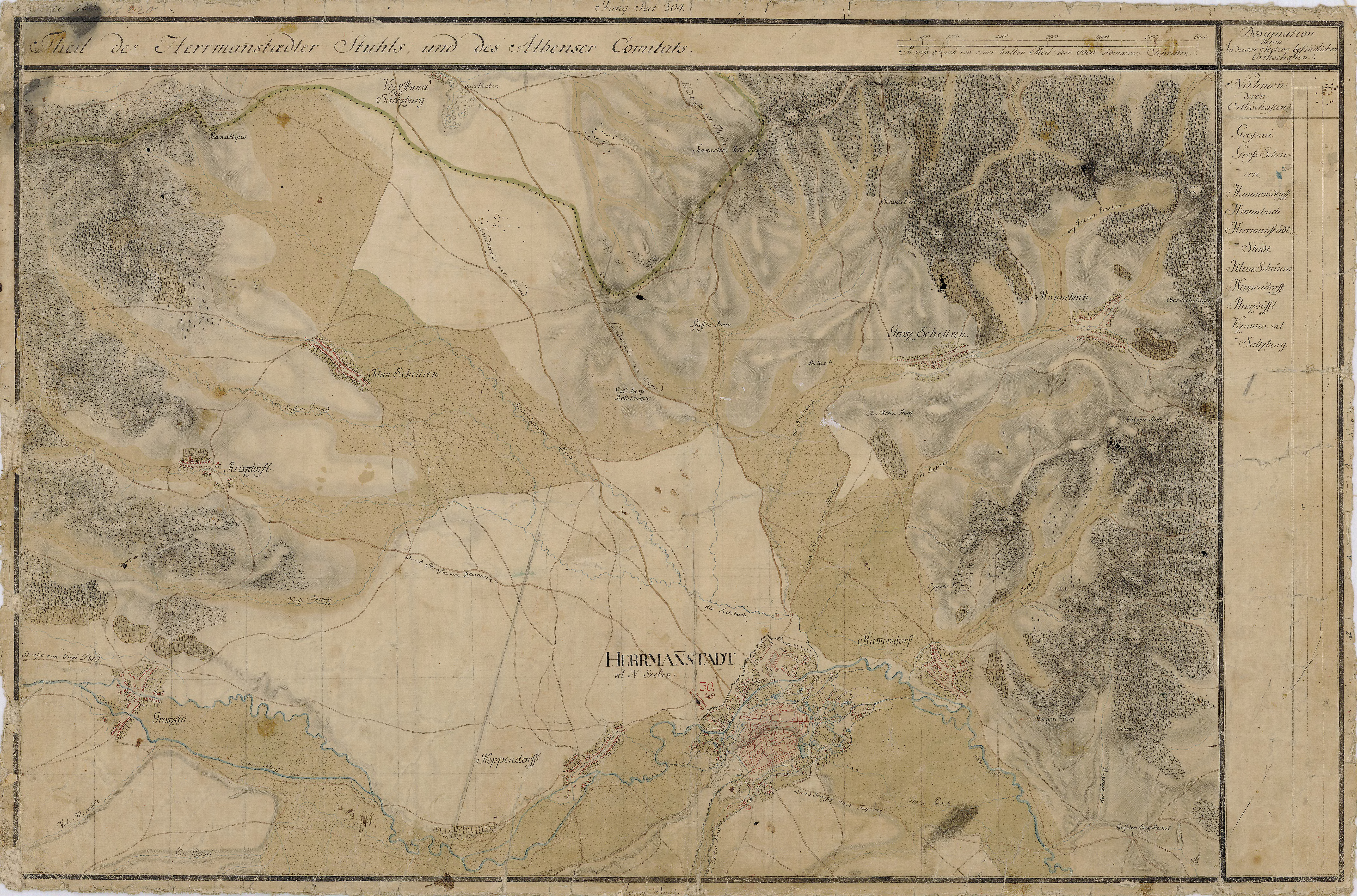
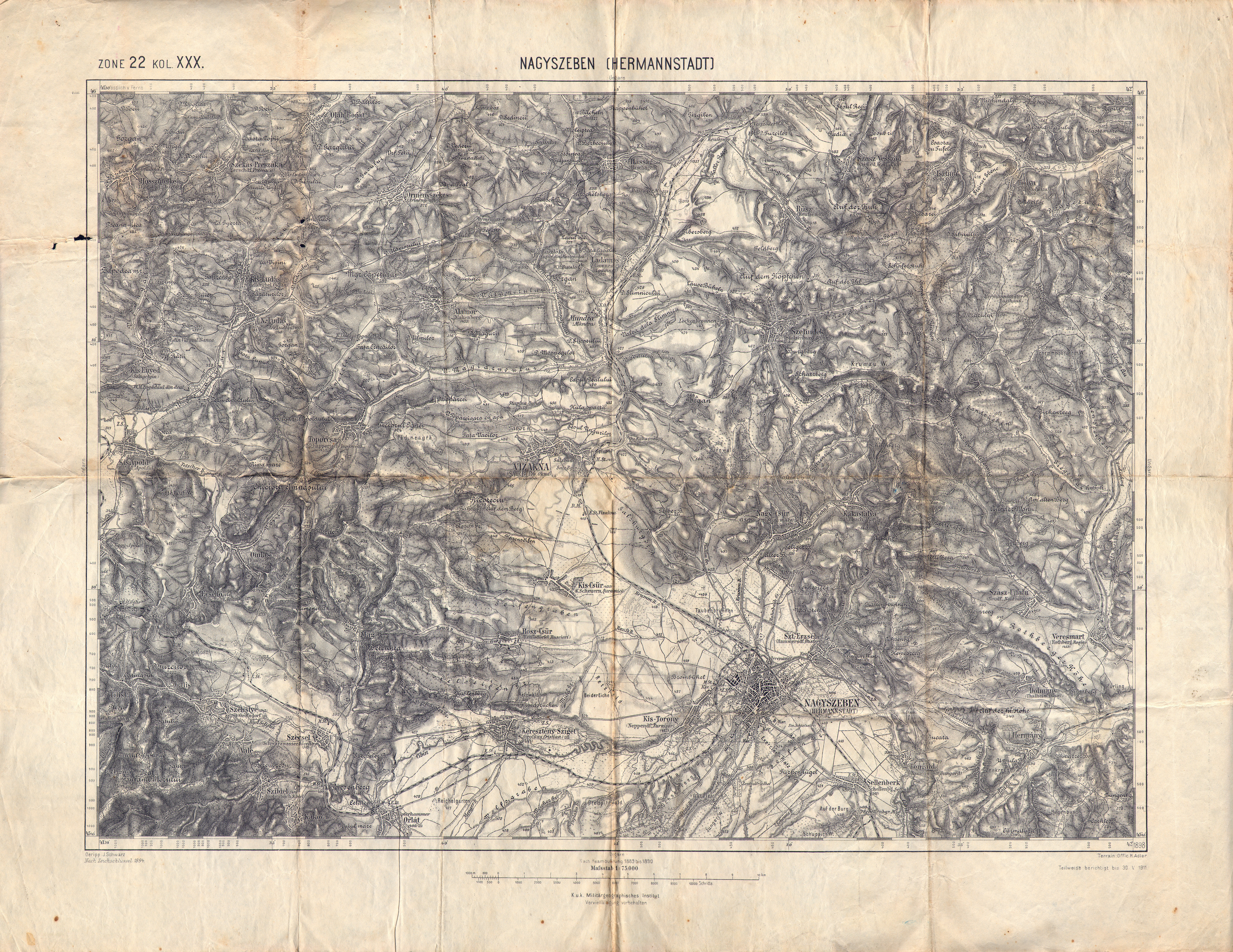
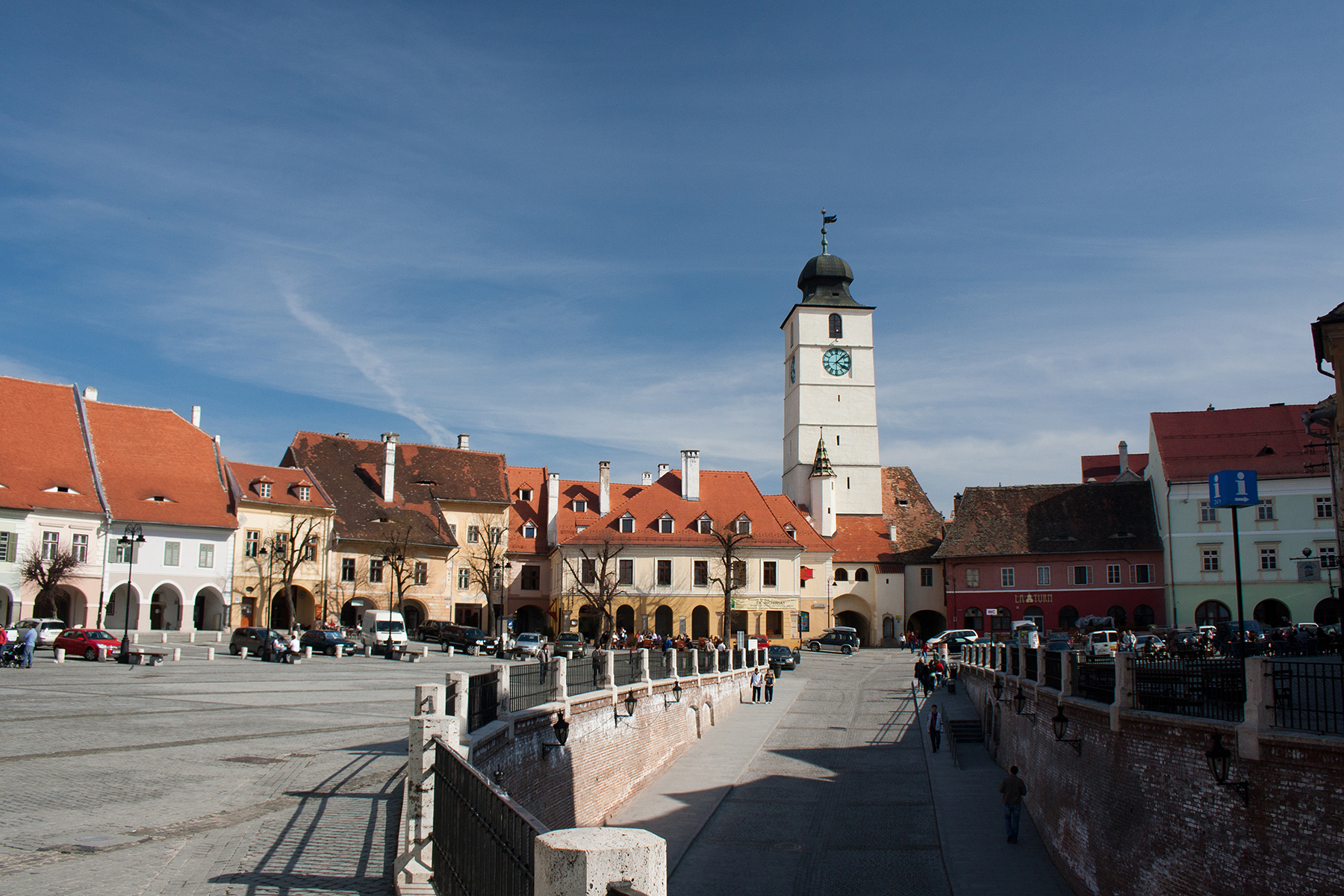
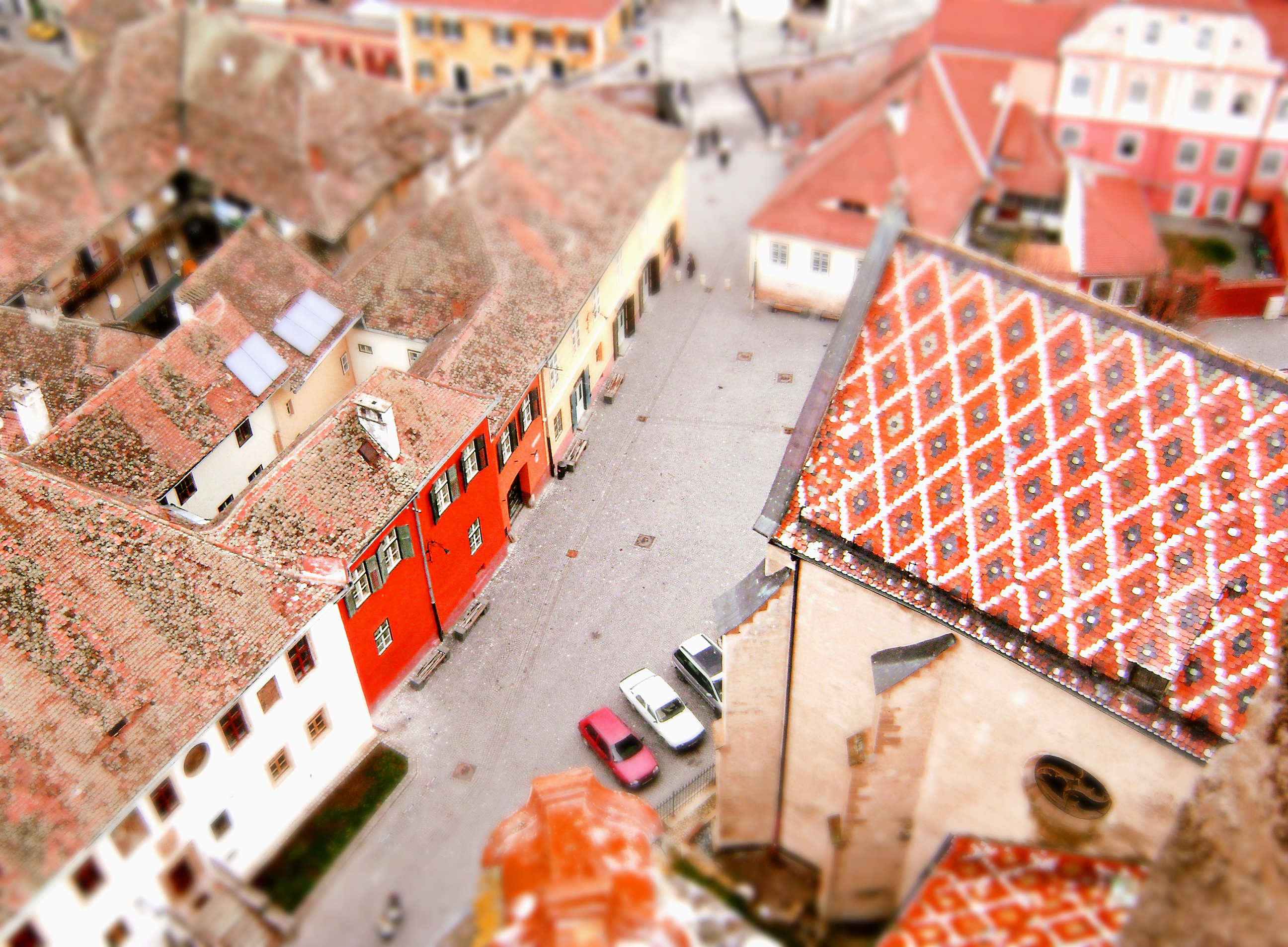